# Diego Garcia NSF Airport
Diego Garcia NSF Airport – lotnisko wojskowe na wyspie Diego Garcia wchodzącej w skład Brytyjskiego Terytorium Oceanu Indyjskiego.
W połowie lat 60. XX wieku archipelag Diego Garcia zyskał status terytorium zależnego, a w 1966 został wydzierżawiony na 50 lat Amerykanom. Na początku następnej dekady amerykańska marynarka wojenna rozpoczęła na wyspie budowę bazy wojskowej. Przedtem z całego archipelagu wysiedlono dotychczasowych mieszkańców – zamieszkali oni na Mauritiusie i Seszelach. Obecnie na wyspie stacjonuje ok. 2000 żołnierzy amerykańskich, podobna liczba personelu pomocniczego oraz kontyngent brytyjski.
Lotnisko posiada pas startowy przystosowany do przyjmowania najnowocześniejszych bombowców (w tym B-2). Na wyspie znajduje się port morski oraz baza paliw. Z racji położenia geograficznego i prawnej zależności od Wielkiej Brytanii, Diego Garcia jest jedną z najważniejszych baz wojsk amerykańskich na świecie. Wykorzystywano ją w czasie dwóch wojen z Irakiem (I i II wojna w Zatoce Perskiej) oraz w czasie amerykańskiej interwencji w Afganistanie w 2001.

## Zdjęcia

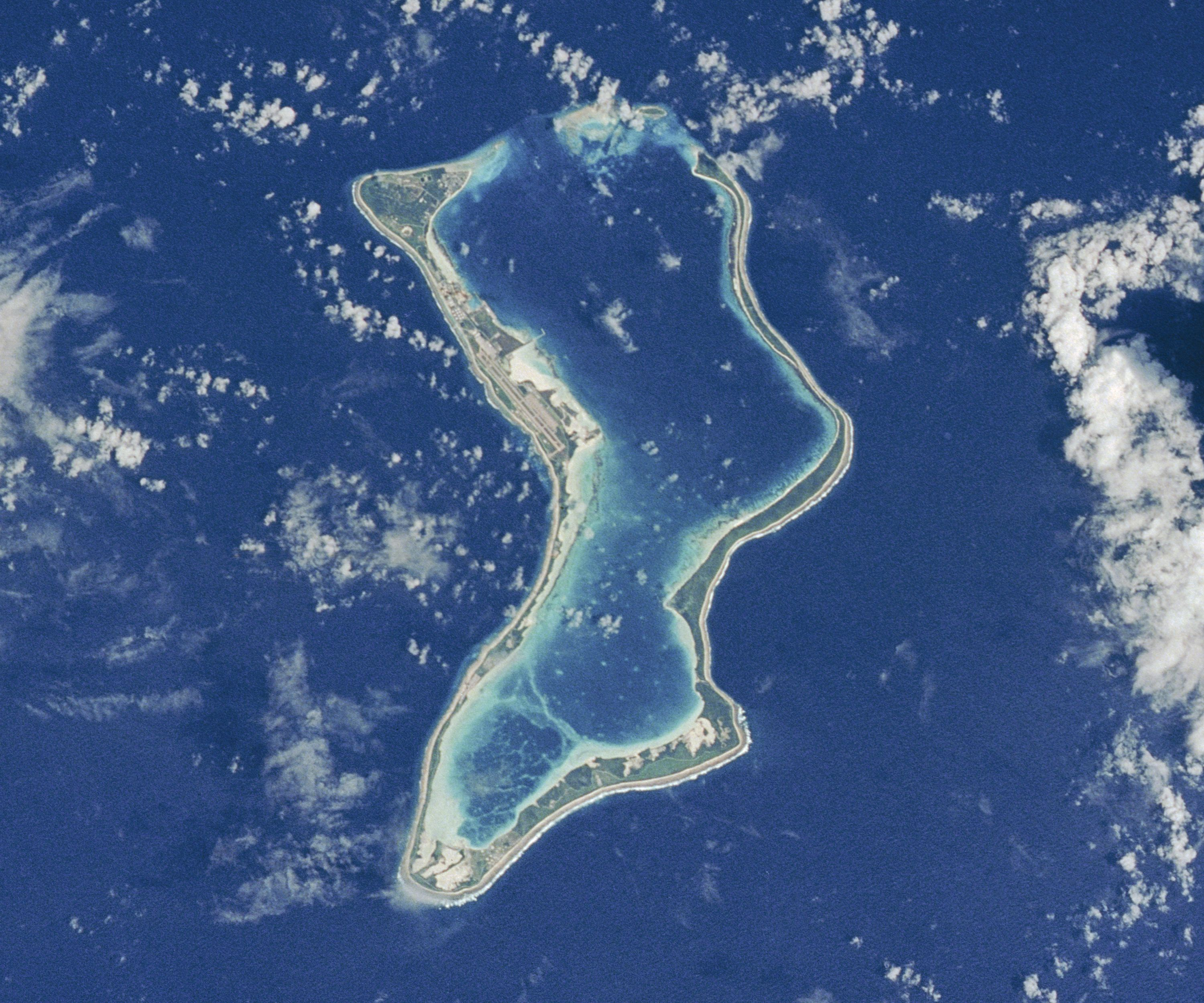
Zdjęcie satelitarne lotniska
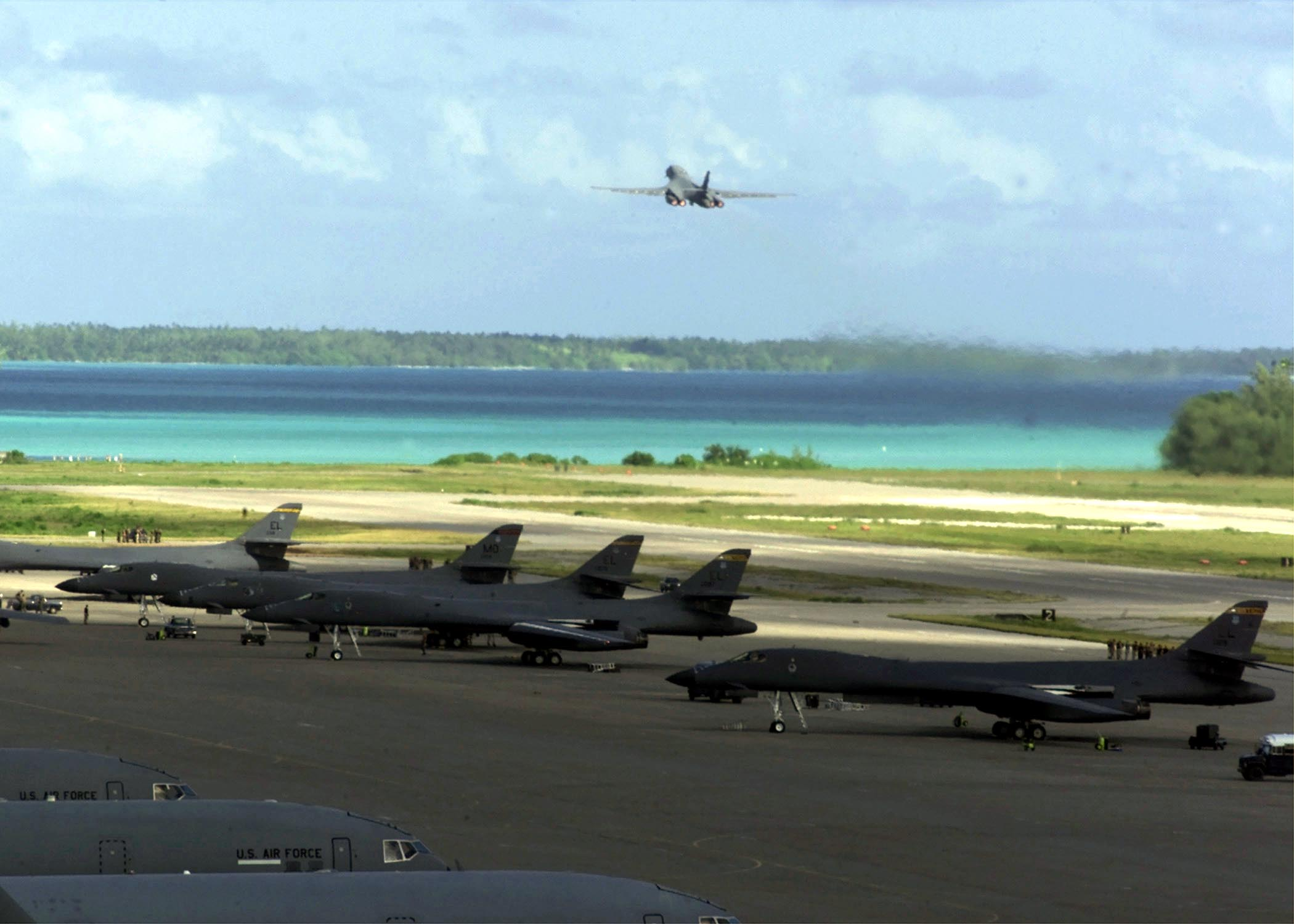
B-1 na płycie lotniska
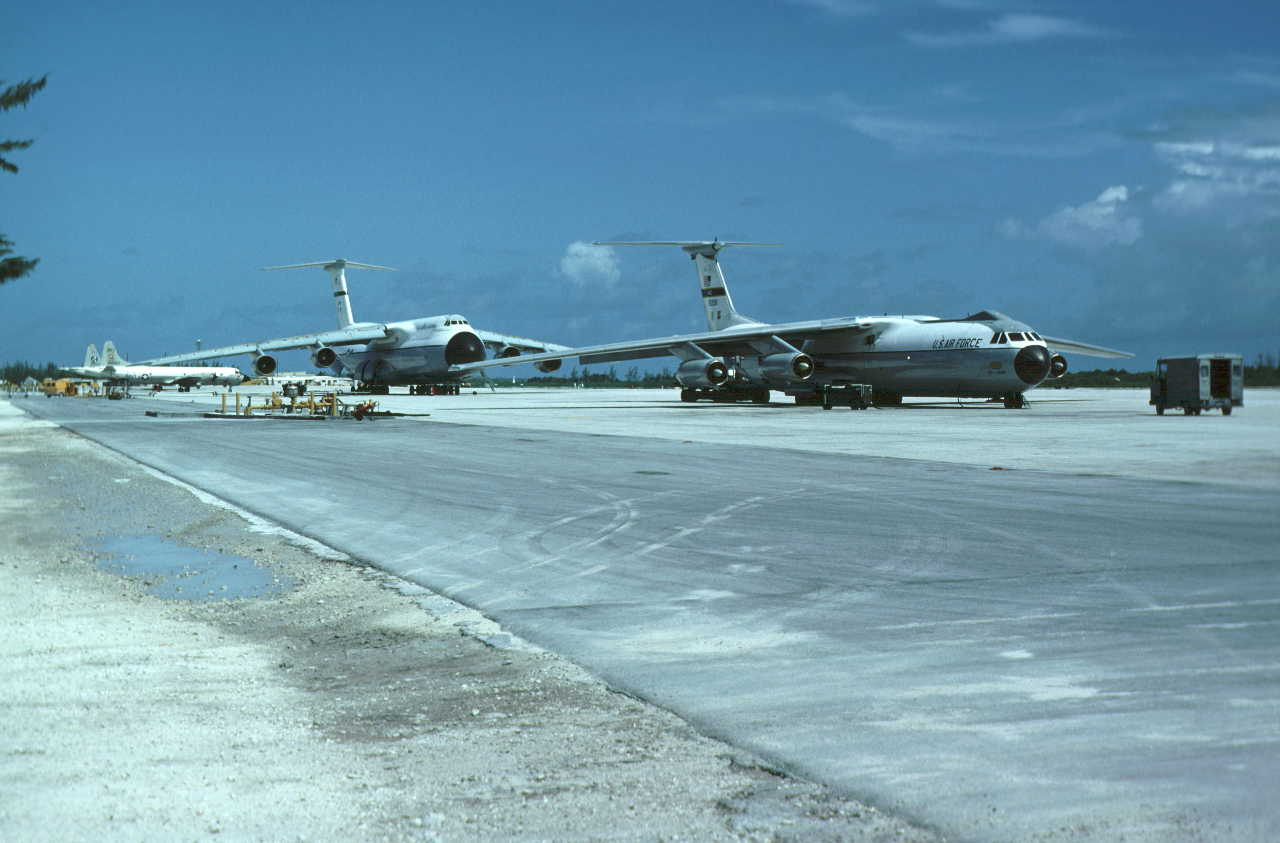
Lockheed C-141 Starlifter
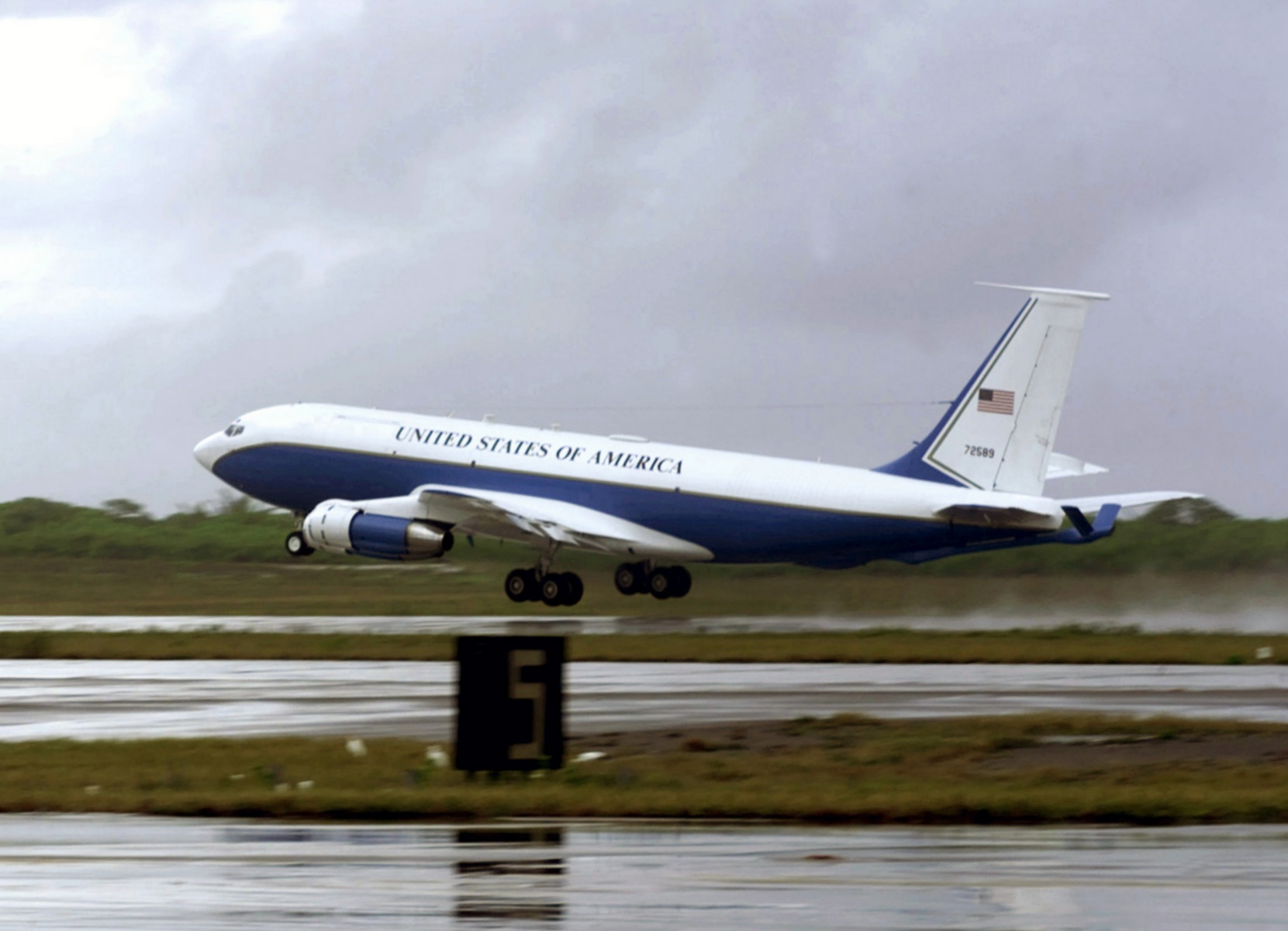
U.S. Air Force Boeing VC-135E startuje na lotnisku, 14 października 2001
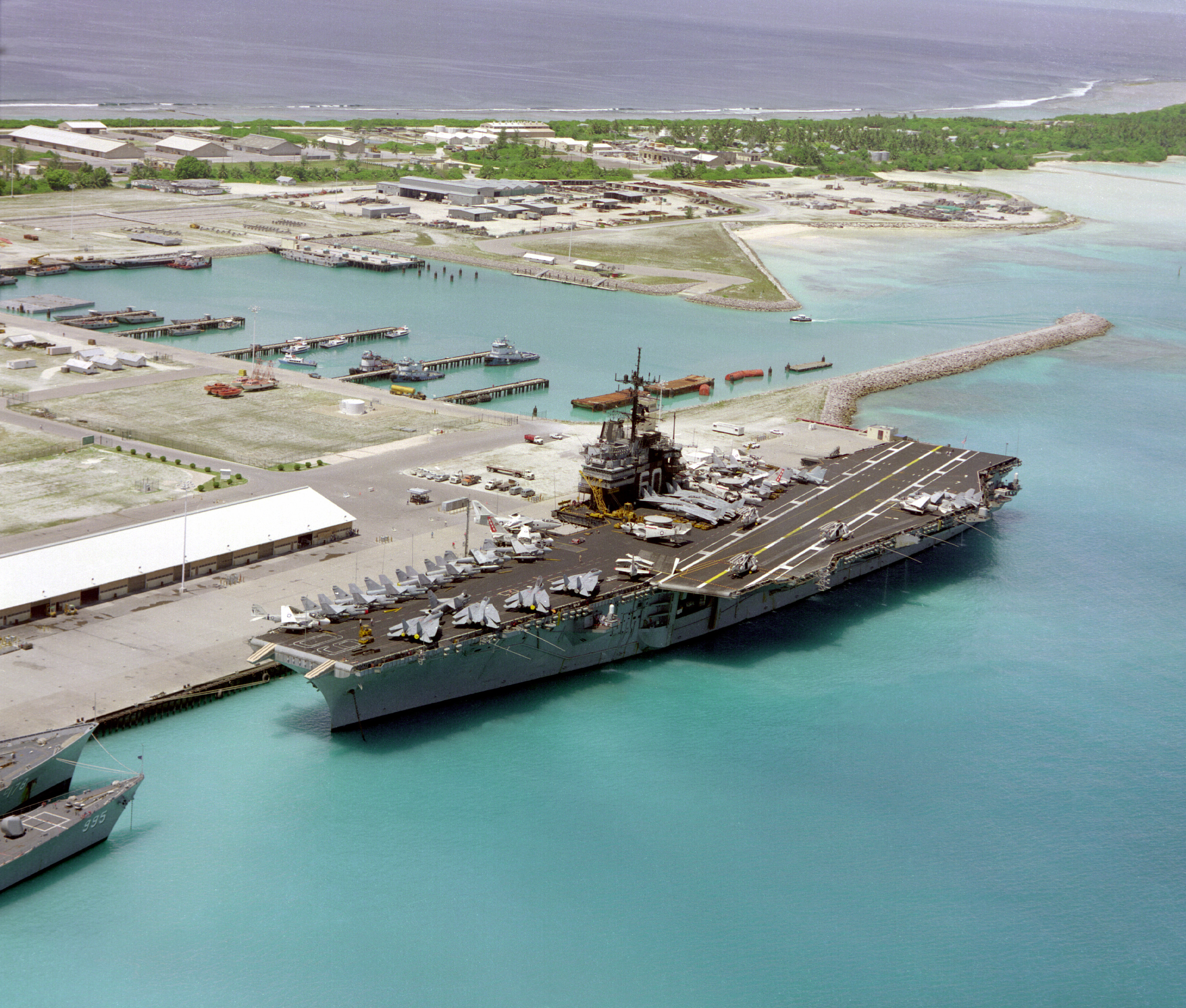
Lotniskowiec USS Saratoga w porcie lotniska (1985 r.)